# Zoysia minima
Zoysia minima là một loài thực vật có hoa trong họ Hòa thảo. Loài này được (Colenso) Zotov miêu tả khoa học đầu tiên năm 1943.